# Campionato sudamericano di rugby 1961
Il campionato sudamericano di rugby 1961 (in spagnolo Sudamericano de Rugby 1961; in portoghese Campeonato Sul-Americano de Rugby de 1961) fu il 3º campionato continentale del Sudamerica di rugby a 15.
Si tenne in Uruguay dall'8 al 14 agosto 1961 tra quattro squadre nazionali e fu vinto dall'Argentina, al suo terzo successo, assoluto e consecutivo.
Fu il primo a tenersi secondo la cadenza triennale decisa dai dirigenti federali al termine del precedente torneo nel 1958, e a organizzarlo fu l'Unión de Rugby del Uruguay che invitò Argentina, Brasile e Cile a un torneo quadrangolare a girone unico tenutosi a Montevideo presso gli impianti del Carrasco Polo Club.
L'Argentina si confermò campione vincendo tutti i suoi tre incontri, mentre secondo fu il Cile.
Il valore delle marcature, come stabilito dall’IRFB nel 1948, era: 3 punti per ciascuna meta (5 se trasformata), 3 punti per la realizzazione di ciascun calcio piazzato, mark o drop.

## Squadre partecipanti
- Argentina
- Brasile
- Cile
- Uruguay

## Risultati

### 1ª giornata
| Arbitro: | Alberto Camardón |

|                       |      |       |
| Montes de Oca Oliveri | mt   | Braun |
| Goti                  | tr   |       |
| Oliveri               | c.p. |       |

| Arbitro: | W. Brackenridge |

|                           |    |                  |
| Moor-Davie Paysee Stanham | mt | Hughes Robertson |
| Hughes                    | tr | Home             |

### 2ª giornata
| Arbitro: | R. Kovacs |

|                                                                         |    |  |
| Goti (5) Neri (4) Montes de Oca González del Solar Hogg Lavayén tecnica | mt |  |
| Olivieri (8) Goti                                                       | tr |  |

| Arbitro: | Alberto Camardón |

|        |    |                                                            |
| Llovet | mt | Braun (2) Echevarri Grove A. Pagola J. Pagola Vela tecnica |
| Hughes | tr | Vela (2)                                                   |

### 3ª giornata
| Arbitro: | Alberto Camardón |

|                                          |    |        |
| Campbell (4) Kittsteiner (2) Hederra (2) | mt | Hughes |
| Vela (5)                                 | tr | Hughes |

| Arbitro: | W. Brackenridge |

|                |      |                                   |
|                | mt   | Goti (2) Neri 4 Scharemberg Guidi |
|                | tr   | Oliveri (6)                       |
| R. Moor-Davies | c.p. |                                   |

## Classifica
| Pos | Squadra   | G | V | N | P | PF  | PS  | DP   | Pt |
| --- | --------- | - | - | - | - | --- | --- | ---- | -- |
| 1   | Argentina | 3 | 3 | 0 | 0 | 107 | 6   | +101 | 6  |
| 2   | Cile      | 3 | 2 | 0 | 1 | 65  | 21  | +44  | 4  |
| 3   | Uruguay   | 3 | 1 | 0 | 2 | 19  | 72  | −53  | 2  |
| 4   | Brasile   | 3 | 0 | 0 | 3 | 13  | 105 | −92  | 0  |